# L'Annuncio a Maria
L'Annuncio a Maria (L'Annonce faite à Marie) è un dramma in quattro atti scritto da Paul Claudel nel 1912.
L'opera, scritta da Claudel dopo la conversione al cattolicesimo, venne definita dall'autore stesso un dramma «umano e sovrumano». L'Annuncio a Maria è infatti fortemente legato alla spiritualità medievale ed è segnato dal tema del miracolo, inteso come rivelazione insieme della grazia divina e del "potere sconfinato" della fede.
L'Annuncio a Maria era l'opera più cara a Claudel, che a lungo sofferse perché – sosteneva – non veniva recitata bene; il figlio affermò in proposito che «era furioso perché nessuno la metteva in scena in modo semplice»

## Trama
Il dramma è ambientato in Francia, in un tardo Medioevo di maniera, in cui le vicende di Carlo VII e di Giovanna d'Arco fanno da sfondo alla storia dei protagonisti. Anna Vercors è un anziano contadino: ha passato la sua vita a lavorare la terra della tenuta di Combernon, sulla quale si erge, in cima ad una collina, il santuario delle suore di Montevergine, che con le sue campane scandisce il lavoro e la preghiera dei contadini.
Il prologo si apre all'alba. Nella rimessa di Combernon, la figlia di Anna, Violaine, una giovane piena di vita e dalla fede profonda e gioiosa, si incontra con Pietro di Craon, mastro architetto e costruttore di chiese in tutta la Francia. Egli torna pentito dopo che, in precedenza, sedotto dalla bellezza di Violaine, aveva tentato invano di possederla, ma era riuscito solo a procurare alla ragazza un piccolo taglio sul braccio; dopo quel giorno, Pietro aveva scoperto di avere la lebbra. Quella mattina, Violane gli annuncia del suo futuro fidanzamento con Giacomo Hury, uomo retto e coraggioso; dà quindi a Pietro il suo anello come offerta per la costruzione della chiesa che egli sta costruendo. Infine, prima che egli se ne vada, in segno di perdono, dà a Pietro un bacio sulla fronte, contraendo così anch'essa la lebbra. Alla scena assiste di nascosto Mara, la sorella di Violaine.
Nel I atto, Anna Vercors annuncia ai suoi familiari l'intenzione di lasciare la famiglia e la sua terra. Motivato dalla consapevolezza di avere passato già goduto ampiamente dei suoi anni a Combernon, e mosso dalla situazione di incertezza religiosa e politica che attraversa l'Europa (il trono di Francia sconvolto dalla Guerra dei cent'anni, la sede papale contesa), egli decide di mettersi in pellegrinaggio verso la Gerusalemme. Prima di partire, nomina Giacomo Hury suo erede e gli dà in sposa sua figlia Violane. Nel frattempo però Mara (che tra le due è quella più brutta e dal carattere più spigoloso), invidiosa del successo della sorella e mossa dalla gelosia, afferma che dovrebbe essere lei a sposare Giacomo, e minaccia di suicidarsi se così non dovesse avvenire.
Nel II atto, quando il matrimonio tra Giacomo e Violane è già stabilito, quest'ultima si trova costretta a rivelare al promesso sposo il fiore d'argento sulla sua carne: il segno della lebbra che ormai inizia a manifestarsi. Quando Giacomo scopre della malattia, spinto dal sospetto che ella l'abbia tradito con Pietro di Craon (al quale invece essa ha dato solo un bacio) e istigato dalle accuse di Mara, rinnega la sua Violaine e, per evitare pubblico scandalo, col pretesto di dover incontrare i suoi genitori la fa partire lontano da Combernon.
Passano gli anni, Giacomo si sposa con Mara e il frutto del loro amore è la piccola Albina. Il III atto si apre la vigilia di Natale quando, verso il crepuscolo, a Chevoche tutto è pronto per il passaggio del Re che quella notte deve essere incoronato a Reims. Mara è in cerca della Lebbrosa che da otto anni abita la celletta del Géyn; dopo una conversazione con alcuni operai del luogo, la trova e la segue fino alla caverna che le serve da rifugio. La lebbrosa è in realtà Violane, ormai cieca a motivo della malattia che le ha consumato la carne. Il motivo che ha portato Mara a cercare Violane è la morte improvvisa della figlia Albina; Mara non accetta che la figlia sia morta, e viene a chiedere con tono rabbioso a Violaine di renderle la sua bimba, e la affida nelle sue braccia. Intanto le campane suonano nella notte: è l'annuncio del Natale. Violaine chiede quindi a Mara di leggere per lei l'Ufficio delle Letture della liturgia natalizia; dopodiché le due sorelle si addormentano. Al loro risveglio, all'alba del giorno di Natale, Violane si rende conto che la piccola Albina è viva. Del miracolo avvenuto è rimasto però un segno indelebile: la piccola ha ora gli occhi azzurri, come Violaine.
Nel IV atto, la scena si sposta di nuovo a Combernon dove, una notte, improvvisamente giunge Pietro di Craon (che intanto è guarito dalla lebbra) portando con sé Violaine in punto di morte. Egli l'ha trovata mezza interrata nella sua cava, sepolta sotto un carico di sabbia fatto cadere da un carretto. Quando Violaine, con le sue ultime forze, si rianima, ha con Giacomo un dialogo serrato durante il quale egli riconosce l'innocenza della donna. Tuttavia, si rifiuta di perdonarla, in quanto capisce che in realtà ella sta chiedendo indirettamente il perdono per quanto fatto dalla sorella Mara. È stata lei infatti ad aver condotto Violaine alla cava, in preda alla gelosia, per sbarazzarsi definitivamente della sorella, di cui era sempre stata invidiosa, e che continuava ad essere presente, in modo per lei insopportabile, nei pensieri di Giacomo e negli occhi azzurri della piccola Albina. Giacomo, quando ha capito che tutto per lui è perduto, ma non è capace di perdono, dà l'ultimo saluto a Violaine, che muore lodando Dio.
Poco dopo, Anna Vercors torna dalla Terra santa, trovando la sua terra cambiata: le campane di Montevergine non suonano più, perché non ci sono più recluse nel monastero. Anna viene quindi a conoscenza della sorte di Violaine, e assiste alla sepoltura della figlia; egli tuttavia non dispera per la morte della figlia, ma anzi ascolta la confessione di Mara e ottiene da Giacomo l'accettazione della sua sorte e il perdono per la moglie. Sotto la guida dell'anziano Anna Vercors, è svelato infine il senso sacrificale della morte di Violaine:
La mia piccola Violaine è stata più saggia. Forse che il fine della vita è vivere? forse che i figli di Dio resteranno con fermi piedi su questa miserabile terra? Non vivere, ma morire, e non digrossar la croce ma salirvi, e dare in letizia ciò che abbiamo. Qui sta la gioia, la libertà, la grazia, la giovinezza eterna! [...] Che vale il mondo rispetto alla vita? E che vale la vita se non per essere data? E perché tormentarsi quando è così semplice obbedire? Così Violaine, tutta pronta, segue la mano che prende la sua»
Consapevole ormai di aver portato a termine il suo compito, Anna sente al tramonto le campane di Montevergine suonare l'Angelus: anche Montevergine è risuscitata (le suore di clausura hanno ripreso ad abitare il monastero) e la vita a Combernon prosegue nel lavoro e nella lode a Dio.
Nella seconda redazione dell'opera, viene accentuato il ruolo di Mara e ritoccato il IV atto: Pietro di Craon non compare più (è Anna a riportare a casa la figlia in punto di morte). Nella terza edizione, inoltre, l'opera si chiude didascalicamente con un gesto simbolico:

## Composizione
I primi abbozzi da cui è uscito il testo risalgono al 1892, con il titolo La jeune fille Violaine: era un'opera campagnola ambientata nel paese natale di Claudel. I manoscritti vengono poi ripresi nel 1901 e infine nel 1910: il dramma viene ambientato nel Medioevo, e il suo titolo è L'Annonce faite à Marie.
Scrive Claudel riguardo al tema centrale dell'opera:
Il testo originale è stato oggetto di più revisioni da parte dell'autore, che ne ha pubblicato altre due edizioni (nel 1938-1940 e nel 1948). L'edizione del 1912 è tuttavia considerata quella che fa testo ed è quella ristampata nell'edizione definitiva della Pléiade del Théâtre di Claudel.

## Edizioni
- Paul Claudel, L'Annunzio a Maria, traduzione di Francesco Casnati, Milano, Vita e pensiero, 1931.
- Paul Claudel, L'Annuncio a Maria, traduzione di Francesco Casnati. Introduzione di Luigi Giussani, postfazione di Davide Rondoni, 3ª ed., Milano, BUR (collana I libri dello spirito cristiano), 2005.

## Adattamenti
Dal dramma furono tratti l'opera Die Verkündigung di Walter Braunfels (1935) e il film L'Annonce faite à Marie, regia di Alain Cuny (1991).